# Adrián Crowley

Adrián Crowley Carrasco (Irún, Baskija, 17. svibnja 1988.) je španjolski rukometaš. Igra na poziciji lijevog krila. Španjolski je reprezentativac.  Trenutačno igra za španjolski klub San Antonio. Još je igrao za Bidasou iz Irúna i Ciudad de Almeriu. U Ciudad de Almeriu je prešao iz San Antonia u razmjeni za Ivana Nikčevića, jer ga je u San Antoniu na njegovom mjestu potisnuo Javier Ortigosa. Nakon godine dana se vratio u San Antonio.

## Vanjske poveznice
- EHF
- San Antonio[neaktivna poveznica]